# Clara von Rappard

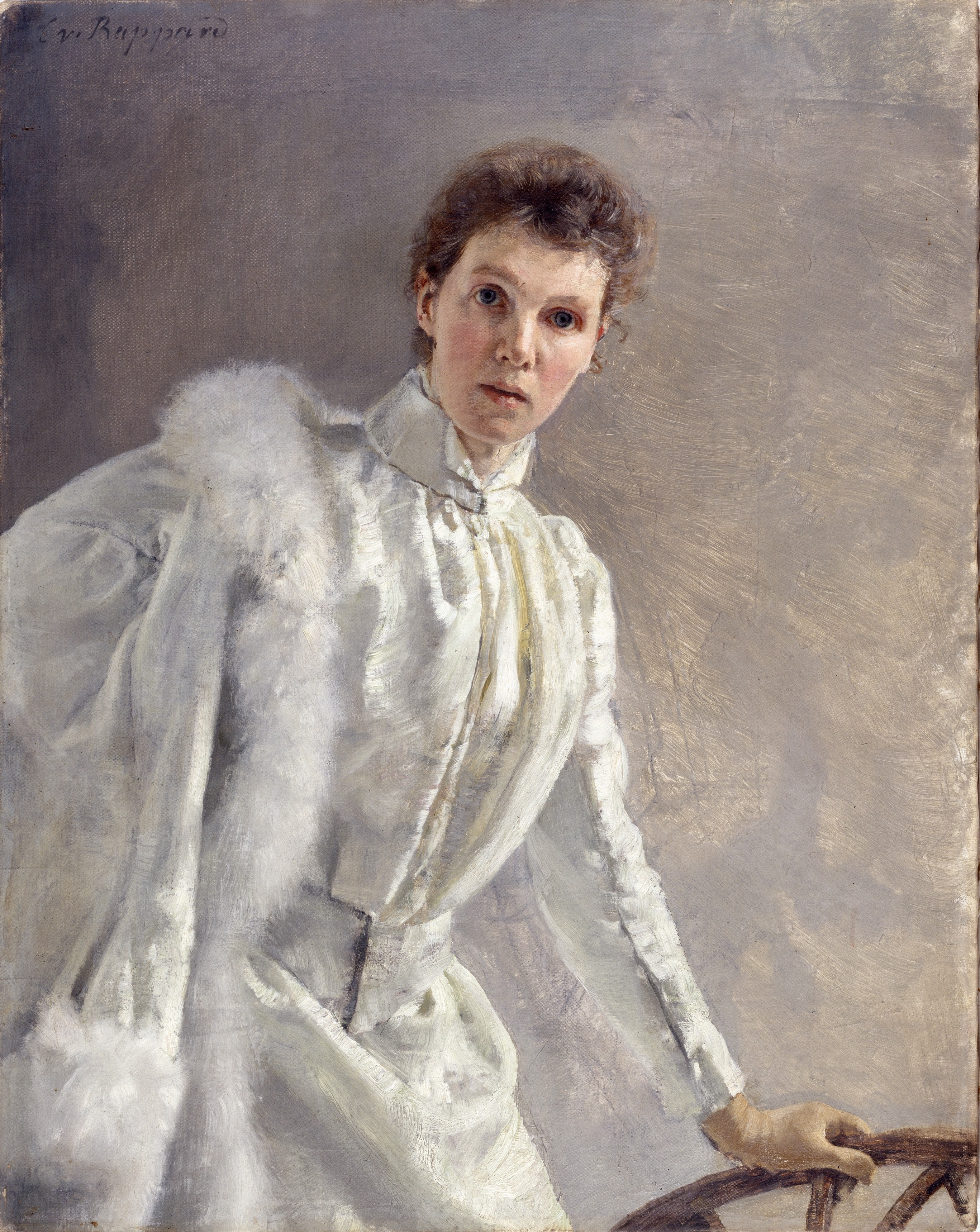
Clara von Rappard: Selbstbildnis, 1894

Clara von Rappard (* 19. Mai 1857 in Wabern bei Bern; † 12. Januar 1912 in Bern) war eine Schweizer Malerin.

## Leben und Wirken

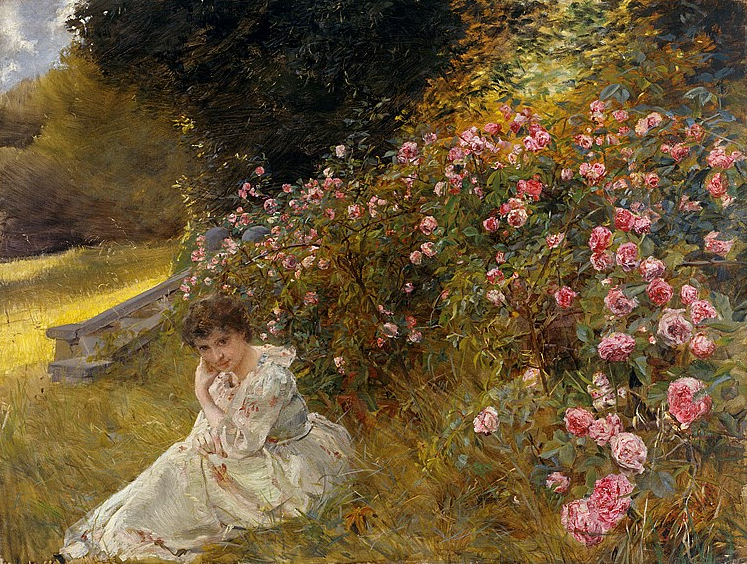
Miss Hardy auf der Rosenterrasse im Rugen (Interlaken), 1883

Clara von Rappard wurde als einziges Kind aus der Ehe des Juristen Conrad von Rappard und der Mecklenburgerin Albertine Engell (1832–1922), der jüngeren Schwester der Schriftstellerin und Frauenrechtlerin Juliane Engell-Günther (1819–1910), geboren. Ihr Vater betrieb damals ein mikroskopisches Institut und war, zusammen mit seinem Bruder Hermann Gisbert von Rappard (1814–1902), Besitzer des Hotels Giessbach. Clara wuchs erst in Wabern bei Bern, dann in Interlaken auf. Reisen durch ganz Europa machten sie von Kindheit an mit der Kunst- und Kulturgeschichte vertraut. Ihr künstlerisches Talent wurde früh entdeckt und gefördert und sie erhielt eine umfassende Kunstausbildung.
Sie lernte 1868/69 bei Döme Skutzesky in Venedig, 1870–1871 bei Heinrich Dreber in Rom, 1869–1876 bei Eduard Lürssen in Berlin, 1871–1874 bei Antonie Volkmar und Carl Steffeck und in der Schule des Kunstgewerbemuseums in Berlin, 1873–1875 bei Friedrich Kaulbach in Hannover, 1875–1885 in der Damenklasse Karl Gussows in Berlin, 1886 in der Eliteschule für Künstlerinnen bei Christoph H. Roth in München, in den 1880er Jahren Radiertechnik bei Ludwig von Gleichen-Rußwurm. Künstlerisch beraten wurde sie von Adolph von Menzel, Paul Friedrich Meyerheim, Arnold Böcklin und Eugène Burnand.
Zu Lebzeiten galt sie als bekannteste Malerin der Schweiz. Sie verstarb nach langer Krankheit 1912 in Bern an Lungenentzündung.
Clara von Rappard schuf Freilichtmalerei (Landschaften), Bildnisse und Porträts, Graphiken, Zeichnungen, Skizzen, Illustrationen, Wandgemälde und allegorische Arbeiten. Sie war auf Ausstellungen in England, Deutschland, Frankreich, der Schweiz und den USA vertreten und hatte verschiedene Einzelausstellungen in Deutschland.

## Auszeichnungen
- 1891: Zweite Goldene Medaille auf der German Exhibition in London.
- 1900: Große Goldene Medaille auf der International Women’s Exhibition in London.

## Ausstellungen

### Einzelausstellungen
- 1894: Salon Schulte, Berlin
- 1894: Kunsthalle Bremen
- 1894: Kunstverein Hannover
- 1894: Kupferstichkabinett des Städtischen Museums Magdeburg
- 1896: Kunstmuseum Bern
- 1912: Gedächtnisausstellung im Kunstmuseum Bern.

### Gruppenausstellungen
- Royal Academy of Arts, London: 1880, 1882, 1887
- Turnus-Ausstellungen des Schweizer Kunstvereins
- Internationale Jahresausstellung der Münchner Künstlergenossenschaft, 1888–1898
- Pariser Salon, 1889, 1890
- German Exhibition in London, 1891
- Albrecht Dürer-Verein in Nürnberg
- Columbia-Weltausstellung in Chicago, 1893
- Jahresausstellung des Vereins der Berliner Künstlerinnen, 1898, 1901
- International Women’s Exhibition in London, 1900
- Ausstellung Bernischer Malerinnen in Bern, 1905
- Ausstellung der Sektion Bern der Gesellschaft Schweizer Malerinnen, Bildhauerinnen und Kunstgewerblerinnen, Bern, 1910